# Digenethle nagaii
Digenethle nagaii är en skalbaggsart som beskrevs av Allard 1995. Digenethle nagaii ingår i släktet Digenethle och familjen Cetoniidae. Inga underarter finns listade i Catalogue of Life.